# Dolor facial atípica
El dolor facial atípic (DFA) és un tipus de dolor crònic facial que no compleix cap altre diagnòstic. No hi ha consens quant a una definició globalment acceptada, i fins i tot hi ha controvèrsia sobre si s'ha de continuar utilitzant el terme. Tant la International Headache Society (IHS) com l'Associació Internacional per a l'Estudi de la Dolor (IASP) han adoptat el terme dolor facial idiopàtica persistent (DFIP) per substituir el DFA. A la 2a edició de la Classificació internacional de les cefalees (ICHD-2), el DFIP es defineix com "dolor facial persistent que no té les característiques de les neuràlgies cranials ... i no s'atribueix a un altre trastorn". No obstant això, el terme DFA continua sent utilitzat per la desena revisió de la Classificació internacional de malalties i problemes relacionats amb la salut de l'Organització Mundial de la Salut i continua sent d'ús general per part dels clínics per referir-se a la dolor facial crònica que no compleix cap criteri diagnòstic definit i que no respon a la majoria de tractaments.
Les principals característiques del DFA són: no hi ha signes objectius, amb resultats negatius en totes les investigacions/proves, no hi ha una explicació òbvia de la causa de la dolor i una resposta deficient als intents dels tractaments. El DFA s'ha descrit de manera variable com un símptoma mèdicament inexplicable, un diagnòstic per exclusió, una causa psicogènica de la dolor (per exemple, una manifestació de trastorn somatomorf) i com una neuropatia. El DFA sol tenir una naturalesa de cremor i contínua i pot durar molts anys. La depressió i l'ansietat sovint s'associen a DFA, que es descriu com una causa que contribueix a la dolor o com a conseqüències emocionals de patir una dolor crònica no alleujada. Per motius desconeguts, el DFA és significativament més freqüent en persones de mitjana edat o ancians i en dones.
L'odontàlgia atípica (OA) és molt semblant en molts aspectes al DFA, algunes fonts les tracten com la mateixa entitat, i d'altres descriuen la primera com un subtipus de DFA. En general, el terme OA es pot utilitzar quan la dolor es limita a les dents o les genives i DFA quan la dolor afecta altres parts de la cara. Igual que amb DFA, hi ha una manca similar d'estandardització dels termes i no hi ha consens en relació amb una definició globalment acceptada que envolta l'OA. Generalment, les definicions d'OA afirmen que es tracta d'una dolor sense causa demostrable que es percep que prové d'una dent o dents múltiples, i que no s'alleuja amb tractaments estàndards per pal·liar la dolor dental.
Depenent de la presentació exacta de la dolor facial atípica i de l'odontàlgia atípica, es podria considerar com dolor craniofacial o dolor orofacial. S'ha suggerit que, en veritat, DFA i OA són termes generals per a un grup heterogeni de condicions mal diagnosticades o encara no enteses del tot, i és poc probable que representin cadascuna una condició única.